# 中村史朗
中村 史朗（なかむら しろう、1971年（昭和46年）12月5日 - ）は、日本の実業家。レインズインターナショナルやレックス・ホールディングスの取締役、USEN（経営統合前の初代法人）やぱどなどの代表取締役社長を歴任した。

## 来歴
東京大学工学部卒業。三菱商事やボストン・コンサルティング・グループを経て、2007年に前年MBOで上場廃止となったレックス・ホールディングスの取締役とその子会社レインズインターナショナル専務取締役COOに就任した。
2007年世界金融危機と急激なM＆Aの副作用による経営難と財務悪化で退任した宇野康秀の後任として、2010年にUSEN代表取締役社長CEOに就任しUSEN再建に着手した。2012年にはUSEN子会社のアルメックスの代表取締役社長を兼任した。その後、2013年にアルメックス社長を、2014年にUSEN社長を退任している。後任のUSEN社長は田村公正となる。
2018年にRIZAPグループのメディア関連統括事業責任者およびサンケイリビング新聞代表取締役社長、ぱど代表取締役社長、リビングプロシード代表取締役社長に就任し、2019年ぱど代表取締役社長を退任し、同社顧問となる。

## 経歴
- 1994（平成6）年
  - 4月：三菱商事入社
- 2004（平成16）年
  - 8月：ボストン・コンサルティング・グループ入社
- 2007（平成19）年
  - 1月:レインズインターナショナル取締役
  - 11月:同社専務取締役COO
  - 11月:レインズインターナショナルシンガポールPresident東京牛角董事長
  - 12月：レックス・ホールディングス取締役
- 2010（平成22）年
  - 11月:USEN代表取締役社長CEO
- 2012（平成24）年
  - 12月:アルメックス代表取締役社長
- 2013（平成25）年
  - 11月：アルメックス代表取締役社長退任。後任は馬淵将平。
- 2014（平成26）年
  - 11月:USEN代表取締役社長CEOを退任。
- 2018（平成30）年
  - 3月:RIZAPグループ株式会社メディア関連事業統括責任者
  - 3月:株式会社ぱど会長
  - 6月:ぱど代表取締役社長
- 2019（平成31）年
  - 1月:ぱど代表取締役社長退任。